# Lolita
 Ovo je glavno značenje pojma Lolita. Za druga značenja pogledajte Lolita (razdvojba).
Lolita  je roman rusko-američkog književnika Vladimira Nabokova, prvi put objavljen 1955. u Parizu na engleskom jeziku, na kome je roman i napisan. Autor je Lolitu sam preveo na svoj materinski ruski jezik.
Roman je slavan i iznimno cijenjen od kritike. Unatoč tome, po objavljivanju je zabranjivan i proglašavan pornografskim poput Joyceovog Uliksa. Razlog kontroverzi bila je iznimno provokativna tema: srednjovječni čovjek opsjednut dvanaestogodišnjakinjom s njom se upušta u seksualnu avanturu koja naposljetku prerasta u vezu.
Moderna knjižnica ju je uključila u svoj popis 100 najboljih romana na engleskom jeziku u 20. stoljeću gdje je zauzela 4. mjesto. Lolita je doživjela dvije ekranizacije: prvo ju je Stanley Kubrick uprizorio 1962., a zatim Adrian Lyne 1997.

## Radnja
Roman je ispripovijedan u prvom licu iz perspektive srednjovječnog Humberta Humberta. On na samom početku govori o tome kako je kao četrnaestogodišnjak bio zaljubljen u djevojku Annabel Leigh. No ona je umrla od tifusa, a on ju nikad nije zaboravio. Od tada je razvio čudnu sklonost da ga privlače rano sazrele djevojčice pretpubertetske dobi - koje naziva "nimfice".
Potom ukratko opisuje svoj dotadašnji život: rođen je 1910. u Parizu, otputovao u SAD, vratio se u Europu, no ponovno se odselio u Ameriku nakon što mu je propao brak. Tamo je radio kao docent za francusku književnost na sveučilištu u New Yorku, ali se nakon živčanog sloma preselio u gradić Ramsdale.
Tamo je živio kod udovice Charlotte Haze. Odmah se zaljubio u njenu dvanaestogodišnju kćer Dolores koju će kasnije zvati Lolita. Charlotte mu je dala uvjet za daljnje stanovanje: njih dvoje će se oženiti, a Humbert će postai Doloresinim skrbnikom. On pristaje. No ubrzo Charlotte otkriva njegov dnevnik u kojem vidi koliko prezire nju, a žudi za njenom kćeri. Ona je zgrožena i tako bijesna istrči na ulicu s namjerom da se suoči s njim - ali ju pregazi i ubije automobil.
Humbert postaje jedini Lolitin skrbnik i odvede ju iz ljetnog kampa u kojem je boravila na putovanje automobilom kroz čitavu Ameriku, ali joj zataji da joj je majka umrla, već joj kaže da je u bolnici. U jednom motelu on odluči drogirati Lolitu i silovati ju. Ne uspijeva u svojoj namjeri, ali sljedećeg jutra ona predlaže da se upuste u spolni odnos. On joj otkriva da joj je majka umrla. Lutaju državom predstavljajući se kao otac i kći, a kasnije nastanjuju se u jednom sveučilišnom gradiću i Lolita se upisuje u žensku školu. On postaje vrlo strog s njom, a ona se osjeća zarobljenom.
Lolita želi sudjelovati u školskoj predstavi koju postavlja poznati pisac Clare Quilty. Ona kasnije pobjegne s njim, a Humbert ju neuspješno traži ne znajući s kim je pobjegla. Na kraju odustaje od potjere.
Par godina kasnije Humbert dobiva pismo od Lolite. Sad je osamnaestogodišnakinja, trudna je i živi s mužem Dickom Schillerom u radničkom naselju. Siromašni su pa joj on daje joj novac od prodaje kuće, ali zauzvrat traži da mu ispriča zašto je pobjegla. Ona otkriva da je pobjegla s Quiltyjem koji joj je obećao filmsku karijeru, a kasnije je pobjegla i od njega jer je tražio da snima pornografske filmove.
On odlazi u Quiltyjevu kuću i nakon bizarne svađe ga ubija. Kasnije je uhićen, ali još uvijek voli Lolitu i želi joj sreću u životu.

## Stil
Roman je značajan zbog svog originalnog stila pisanja. Iako je vrlo čitljiv, pisan je posve subjektivno u prvom licu gdje je čitava priča ispripovjedana iz perspektive glavnog lika Humberta Humberta. On je u potpunosti nepouzdan pripovjedač: direktno se obraća čitatelju i pokušava opravdati svoju pedofilsku opsjednutost maloljetnom djevojkom. U jednom trenutku moli čitatelja da ga shvati. Pred kraj romana on govori o sebi kao o bolesniku i objašnjava da mu je žao zbog onoga što je učinio, što je Loliti oteo djetinjstvo.
Lolita je tragikomedija koja spaja ozbiljne društvene i psihološke probleme likova s komičnim i ironičnim stilom. Roman je djelomično satira američke kulture i načina života, prvenstveno onog mladih. 
Pojavljuju se brojne igre riječ na raznim jezicima, citati, parodije, aluzije i reference na razna književna djela koji podcrtavaju ironičan ton knjige.
Epizoda s prvom ljubavi Humberta Humberta jasno se nadovezuje na Edgara Allana Poea, jednog od Nabokovu najdražih pisaca: ime njegove "izgubljene drage" (Annabel Leigh) izgovara se isto kao ime Poeove Annabel Lee iz istoimene pjesme, a sam se roman trebao zvati Kraljevstvo kraj mora prema stihu iz iste pjesme.
Dvostruko ime Humbert Humbert aludira na Poeova Williama Wilsona iz Doživljaja Arthura Gordona Pyma, čovjeka kojeg je progoni njegov dvojnik. To označava moguću podvojenost glavnog lika. On će kasnije naići na svojeg "zlog dvojnika" Clarea Quiltyja.
Ime Humbert sadrži i refernence na englesku riječ humble (ponizan), španjolsku hombre (čovjek), ali i francusku ombre (sjena) koja ponovno aludira na postojanje dvojnika. Motiv dvojnika je čest u Loliti. Humberta progoni njegov dvojnik Clare Quilty, u Loliti Humbert oživljava preminulu Annabel Leigh, žena koja s Quiltyjem postavlja školsku predstavu zove se Vivian Darkbloom što je anagram od "Vladimir Nabokov" pa ju to čini ženskim dvojnikom samog pisca, sumnjičava voditeljica ljetnog kampa Shirley Holmes je ženska verzija Sherlocka Holmesa.
Lolita se nakon što se udala zove Dolores Schiller što podsjeća na Dolores's killer (Dolores je ubojica ili Doloresin ubojica). Njen muž se zove Dick Schiller, a njegovo ime isto tako može predstavljati "ubijenu muškost".
Humbert je profesor francuske književnosti i vrlo obrazovan čovjek pa je njegovo pripovjedanje puno aluzija na francuske klasike, ali i grčku mitologiju. 
Jedno poglavlje sadrži parodiju struje svijesti Jamesa Joycea, a Humbertova smrtna presuda koju čita Quiltyju prije no što će ga upucati napisana u stihovima s ponavljanjem "Zato što si" parodizira Elliotovu pjesmu Pepelnica u kojoj se ponavlja stih "Jer nemam nade".
U Loliti je vrlo važan utjecaj sudbine. Tu se radi o "tipičnom američkom" utjelovljenje sudbine koje je Humbert okrstio imenom McFate (fate je engleska riječ za sudbinu; u Crnkovićevom prijevodu ovo ime glasi McFatum). Iz toga proizlaze slučajnosti kao što je činjenica da se motel u kojem je započela veza između Humberta i Lolite zove Začarani lovci kao i Quinltyjeva predstava koja je u neku ruku uništila istu vezu ili to što je Charlotte Haze poginula u automobilskoj nesreći koju je skrivio pas, utjelovljenje Božje providnosti - jer je engleski naziv za psa (dog) obrnuta riječ God (Bog).
Posljednje poglavlje sadrži zanimljivu, ali bizarnu scenu u kojoj Humbertova posjećuje Quiltyja s namjerom da ga ubije. Njihov razgovor je posve banalan i neprikladan situaciji, a događaji se odvijaju kao u snu. Nije sigurno da li je ta scena stvarna ili je samo plod Humbertova rastrojenog uma.

## Mogući uzori i inspiracija
Neki smatraju da je Nabokova na pisanje Lolite naveo slučaj otmice jedanaestogodišnje Florence Horner iz 1948. Nju je oteo mehaničar Frank La Salle, pedesetogodišnjak, i putovao s njom 21 mjesec ucjenjujući ju. Sigurno je da je Nabokov znao za taj događaj.
Akademik Michael Maar kaže da je moguće da je Nabokova na stvaranje Lolite navela već postojeća istoimena novela novinara Heinza von Lichberga iz 1916. To je djelo bilo gotovo nepoznato, ali je činjenica da i ono govori o opsesiji starijeg muškarca maloljetnicom koja se također zove Lolita.